# Loreto (Santiago del Estero)
Loreto è una città dell'Argentina, appartenente alla provincia di Santiago del Estero, situata nel centro della provincia.